# Roda (marketi)
Roda je srpski maloprodajni lanac. Prvi market otvoren je 1994. u Kuli. Razvojem mreže megamarketa najpre u Vojvodini, a potom i u celoj Srbiji, Roda se pozicionirala kao prodavnica velikih kupovina.

## Istorija
Slovenačka Merkator grupa je u oktobru 2006. kupila 76% kapitala kompanije M-Rodić po ceni od 116 miliona evra i tako postala većinski vlasnik Roda marketa. Proces kompletnog preuzimanja kompanije je završen 2009. godine, kada Roda postaje deo kompanije Merkator-S. Od aprila 2021. godine, Roda je integralni deo maloprodaje Fortenova grupe.

### Maloprodajna mreža
Pod sloganom „Tamo gde je porodica”, Roda zadovoljava potrebe velikih porodičnih kupovina. Ovaj brend poseduje 33 prodavnice širom Srbije.